# メアリー・ジョー・サンダース
メアリー・ジョー・サンダース（英語: Mary Jo Sanders、1974年1月13日 - ）は、アメリカ合衆国の女子プロボクサーである。ミシガン州オーバンヒルズ出身。父親はプロフットボール殿堂入りを果たしたチャーリー・サンダース。

## 来歴
2003年2月7日、プロデビューを1RTKOで飾る。
2004年8月19日、元世界王者Lisa Holewyneを9RTKOで下しIBAコンチネンタルスーパーライト級王座を獲得。
2005年5月14日、ベリンダ・ララキュエントを判定で退けIBA女子ウェルター級王座を奪取。
7月30日、エリザ・オルソンとWBC女子初代スーパーライト級王座を争い、判定で勝利して初代王座を獲得。2階級制覇達成とともにWIBA同級王座も獲得。
10月1日、王座返上。
2006年2月3日、イヴァ・ウェストンを3RTKOで倒し、WBC女子初代ウェルター級王座を獲得。WBC2階級制覇を達成。
6月3日、Tricia TurtonとWIBAライトミドル級王座を争い、王座獲得。3階級制覇達成。しかし、直後にWBC王座剥奪。
2007年1月12日、Gina NicholasとIBA女子ミドル級王座を争い、2Rレフェリー・テクニカル・デシジョンで王座獲得。4階級制覇を達成。
2008年6月13日、ホリー・ホルムとIFBAスーパーウェルター級王座を争い、判定負け。これが初の敗戦となった。
10月17日、ホルムと再戦もドロー。この試合を最後に引退。

## 戦績
- 27戦25勝8KO1敗1分け

## 獲得タイトル
- IBA女子コンチネンタルスーパーライト級
- IBA女子世界ウェルター級
- WBC女子スーパーライト級
- WIBAスーパーライト級
- WBC女子ウェルター級
- WIBAライトミドル級
- IBA女子ミドル級